# Óscar Carmona
António Óscar de Fragoso Carmona ComA • ComSE • ComC • GCA (Lisboa, Pena, 24 de novembro de 1869–Lisboa, Lumiar, 18 de abril de 1951) foi um militar e governante português, como presidente do Ministério e presidente da República Portuguesa (terceiro da Ditadura e primeiro do Estado Novo).

## Infância e juventude
Nasceu na freguesia da Pena em Lisboa, a 24 de novembro de 1869, o segundo dos cinco filhos de Maria Inês Côrte-Real de Melo Fragoso (1842–1906), natural de Montemor-o-Novo, e de Inácio Maria Machado de Morais Carmona (1829–1903), natural de Chaves. Foi nesta cidade que passou parte da infância e completou o ensino primário. Filho e neto de generais do Exército, seguiu a tradição militar, ingressando no Colégio Militar, em 1882. Frequentou, depois, durante dois anos, a Escola Politécnica de Lisboa, e em 1890 entrou para a Escola do Exército, optando pela Cavalaria.
Terminado o Curso de Cavalaria, foi colocado na Escola Prática de Equitação, em Vila Viçosa. Em 1894, já alferes, foi destacado para o Regimento de Cavalaria n.º 6, em Chaves, e em 1907 fez o tirocínio para a promoção ao posto de capitão, ficando colocado na Escola Prática de Cavalaria, em Torres Novas. Aderiu à Maçonaria em Chaves, antes da implantação da República, sem progredir além do grau de aprendiz, acabando por abandonar a organização, em data incerta. Em outubro de 1910, cinco dias após a implantação da República, foi nomeado vogal da Comissão de Reorganização do Exército, e em 1913 assumiu funções como instrutor da Escola Central de Oficiais, em Mafra.

## Carreira militar e política
Foi instrutor da Escola Central de Oficiais (1913–1914); Director da Escola Prática de Cavalaria de Torres Novas (1918–1922); Comandante da IV Divisão situada em Évora (1922–1925); Secretário do ministro da Guerra no Governo de Pimenta de Castro, em 1915, tendo sido preso na sequência da queda do governo; Ministro da Guerra no governo de Ginestal Machado entre 15 de novembro e 18 de dezembro de 1923 e participou como promotor de Justiça em vários julgamentos militares resultantes das múltiplas revoltas que ocorreram na fase final da I República (assim aconteceu no caso dos implicados na "Noite Sangrenta", de 19 de outubro de 1921, e com os participantes na Revolta Outubrista).
No golpe militar de 28 de maio de 1926, foi abordado inicialmente por José Mendes Cabeçadas para integrar o movimento militar de 28 de maio; Carmona não aderiu de imediato, aguardando pelo sinal do grupo de João Sinel de Cordes, que apenas viria no dia 30. Tornou-se, ao lado de Mendes Cabeçadas e de Manuel Gomes da Costa, um dos elementos do triunvirato que saiu vitorioso da revolta.
Logo a seguir à revolução desempenhou inúmeros cargos políticos, como o de Ministro dos Negócios Estrangeiros entre 3 de junho e 6 de julho e o de Ministro da Guerra entre 9 de julho e 16 de novembro de 1926, pasta que acumulou com a de presidente do Ministério — após o derrube do general Gomes da Costa — a partir de 9 de julho de 1926.

## Presidência da República

Retrato oficial do Presidente Óscar Carmona (1933), por Henrique Medina. Museu da Presidência da República.

Foi nomeado presidente da República em 16 de novembro de 1926. Carmona era acusado de falta de carisma por algumas fações, e não deixou de garantir a estabilidade da Ditadura Militar, acabando por ser uma peça-chave na transição para o Estado Novo. Em 1928, a necessidade de legitimar o novo poder originou a convocação de eleições presidenciais. Único candidato, Carmona contou com o apoio do Partido Democrático e da União Liberal Republicana, tendo sido eleito no dia 25 de março de 1928, para um mandato de cinco anos, dando início ao período denominado Ditadura Nacional.
Depois da eleição, Carmona escolheu para sua residência oficial o Palácio da Cidadela de Cascais, onde viveu com a sua família durante cerca de 20 anos, tendo o Palácio de Belém sido destinado a ocasiões formais, como receções a chefes de Estado.
Já na vigência da Constituição de 1933, o mandato presidencial foi alargado de cinco para sete anos, tendo sido sucessivamente reeleito em 1935, 1942 e 1949, tendo nesta eleição, como adversário, o general José Norton de Matos, do Movimento de Unidade Democrática, que acabou por desistir, por considerar não haver garantias de uma eleição isenta. Carmona ganhou a eleição para um novo mandato, não o tendo concluído por falecer no decurso do mesmo.

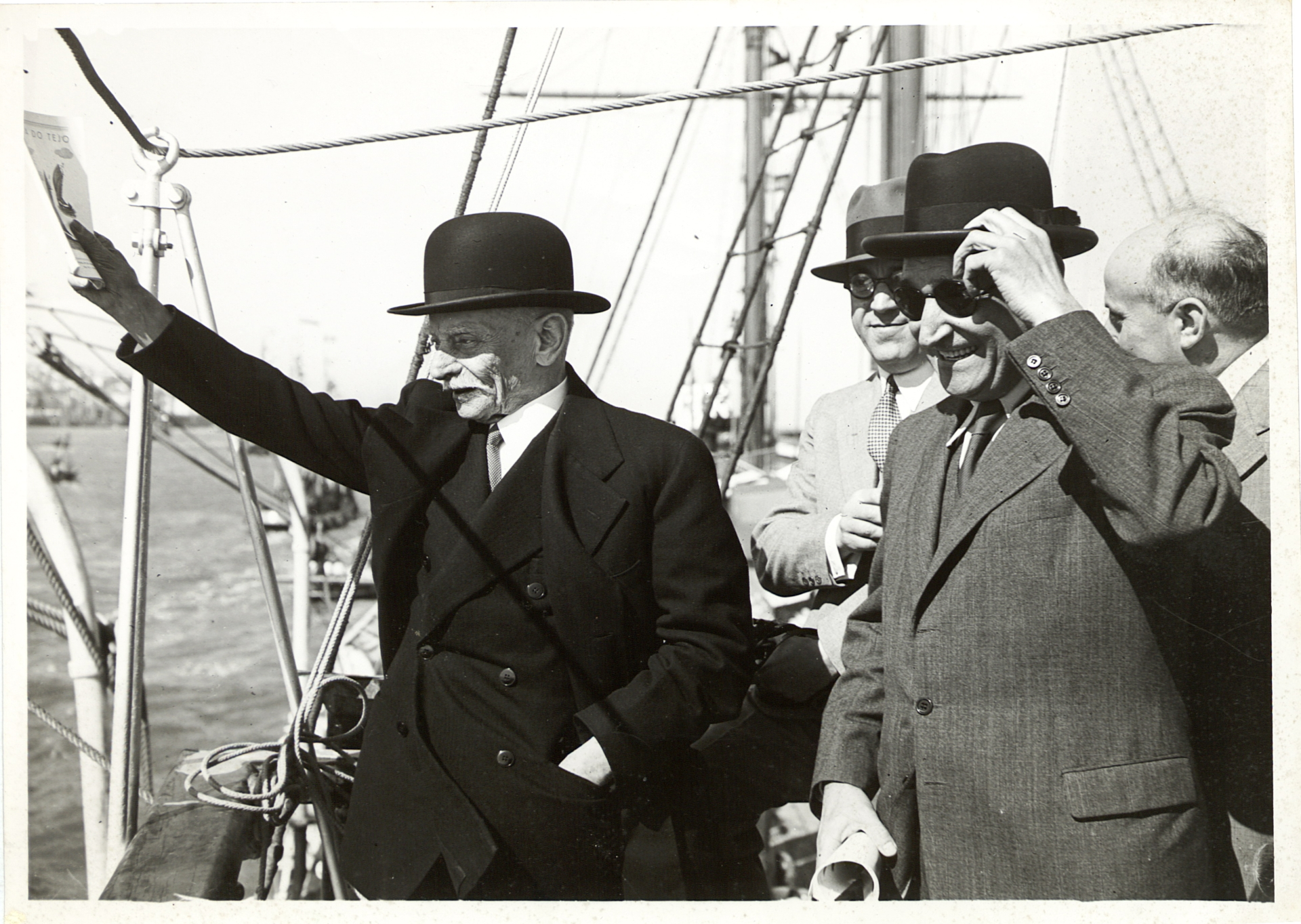
O Presidente da República Óscar Carmona, ao lado do presidente do Conselho de Ministros Oliveira Salazar, a bordo do navio «D. Fernando»

Durante décadas, a aliança Carmona/Salazar, e a imagem dos dois homens, foi um símbolo do regime. Foi com Carmona na Presidência da República que se concretizaram as grandes obras do Estado Novo, da propaganda às obras públicas: a Exposição Colonial do Porto (1934); a Exposição do Mundo Português (1940); a inauguração do Viaduto Duarte Pacheco, em Lisboa (1944); a inauguração do Estádio Nacional (1944); o Cortejo Histórico de Lisboa e as comemorações do VIII aniversário da tomada de Lisboa aos mouros (1947), ou a inauguração da Barragem de Castelo de Bode (1951), entre outras.

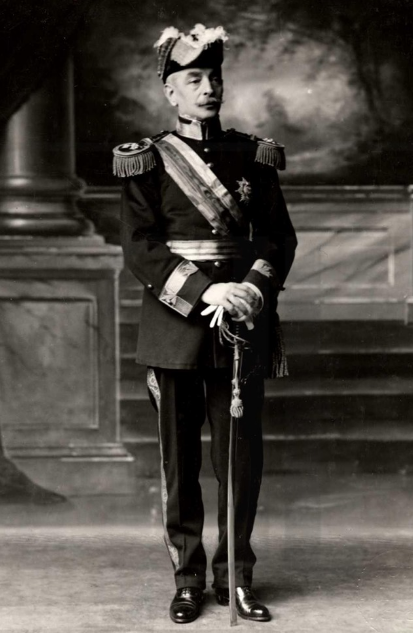
Óscar Carmona fardado a Marechal

Óscar Carmona foi o primeiro chefe do estado português a visitar as colónias. Em 1938, visitou São Tomé e Príncipe e Angola, numa viagem que durou 51 dias. No ano seguinte, foi a vez de Cabo Verde e Moçambique, ocasião em que visitou também a então União Sul-Africana, estando em viagem durante três meses.
Durante a sua presidência, recebeu várias personalidades, como Príncipe do Japão Nobuhito Takamatsu em 1930, o presidente polaco Marechal Józef Piłsudski também em 1930, a primeira dama argentina Eva Péron em 1947, o general Francisco Franco em 1949 e 1951 e o futuro presidente dos Estados Unidos da América, general Dwight Eisenhower.
Em 1946, constituiu-se a Junta Militar de Libertação Nacional, movimento oposicionista, liderado por José Mendes Cabeçadas, e que teve o apoio implícito de Óscar Carmona. O movimento colocou em marcha uma tentativa de golpe de Estado que abortou a 10 de abril de 1947. No julgamento dos envolvidos nesta insurreição, Carmona negou qualquer envolvimento. Num gesto apaziguador, o chefe do Governo concedeu ao general Óscar Carmona o bastão de marechal do exército, em maio do mesmo ano.

## Morte
Faleceu a 18 de abril de 1951 na sua residência particular, no número 71 da Estrada da Torre, freguesia do Lumiar, em Lisboa, pelas 11 horas e 43 minutos, vítima de broncopneumonia. Foi o segundo e último presidente da República a morrer no exercício do cargo.
Foram decretados 15 dias de luto nacional com funeral de estado, o corpo esteve em câmara-ardente no edifício da Assembleia Nacional (atual Assembleia da República), tendo a urna seguido em procissão até o Mosteiro dos Jerónimos, onde foi realizada a missa fúnebre, à qual compareceram, além de inúmeras figuras militares e políticas portuguesas, o antigo rei de Itália, Humberto II, o antigo rei da Roménia, Carol II, o Conde de Barcelona, João de Bourbon, e vários diplomatas e embaixadores, tendo depois sido sepultado na Sala do Capítulo. Em 1966 o seu corpo foi solenemente trasladado da Sala do Capítulo do Mosteiro dos Jerónimos para o Panteão Nacional da Igreja de Santa Engrácia, Lisboa, por ocasião da sua inauguração. A cerimónia ocorreu no dia 5 de dezembro, conjuntamente com a trasladação de outras ilustres figuras portuguesas.
Foram impressas uma nota de 5 angolares e uma série de notas de 20$, 50$, 100$, 500$ e 1.000$ de Angola, bem como selos, com a sua imagem.

## Vida pessoal
Casou-se, em 1914, em Lisboa, com Maria do Carmo Ferreira da Silva, natural de Chaves, formalizando uma união e relação conjugal que durava há vários anos e da qual haviam já nascido os três filhos do casal: Cesaltina (1897–1985); António (1900–1994) e Maria Inês (1903–2002). Naquela época, estava longe de ser uma situação habitual, nomeadamente em famílias tradicionais e conservadoras como a de Carmona. É avô da pintora Menez (nome artístico de Maria Inês da Silva Carmona Ribeiro da Fonseca), tio-avô do ex-presidente da Câmara de Lisboa, Carmona Rodrigues e primo do chefe da Junta Militar de 1930 do Brasil, Augusto Tasso Fragoso.

## Condecorações

### Condecorações nacionais
- Comendador da Ordem Militar de Avis (15 de fevereiro de 1919)[10]
- Comendador da Ordem Militar de Sant'Iago da Espada (28 de fevereiro de 1919)[10]
- Comendador da Ordem Militar de Cristo (28 de junho de 1919)[10]
- Grã-Cruz da Ordem Militar de Avis (5 de outubro de 1925)[10]
- Banda das Três Ordens (16 de novembro de 1926–18 de abril de 1951)[10]

### Condecorações estrangeiras
- Grã-Cruz da Ordem dos Santos Maurício e Lázaro, Itália (25 de abril de 1930)[11]

- Grande Colar da Ordem Imperial das Flechas Vermelhas, Espanha (1939)[12]